# Javania lamprotichum
Javania lamprotichum is een rifkoralensoort uit de familie van de Flabellidae. De wetenschappelijke naam van de soort is voor het eerst geldig gepubliceerd in 1880 door Moseley.